# Jan De Bie
Jan De Bie (ur. 19 kwietnia 1937 w Olen) – belgijski duchowny rzymskokatolicki, w latach 1986-2009 biskup pomocniczy mecheleńsko-brukselski.

## Życiorys
Święcenia kapłańskie przyjął 8 lipca 1961. 13 marca 1987 został mianowany biskupem pomocniczym archidiecezji mecheleńsko-brukselskiej ze stolicą tytularną Uppenna. Sakrę biskupią otrzymał 19 kwietnia 1987. 3 stycznia 2009 zrezygnował z urzędu.